# Казатеново
Казатено̀во (на италиански: Casatenovo, на западноломбардски: Casàa, Казаа) е град и община в Северна Италия, провинция Леко, регион Ломбардия. Разположен е на 356 m надморска височина. Населението на общината е 12 925 души (към 2014 г.).